# ملکوس آر اس ۱۰۰۰
ملکوس آر اس ۱۰۰۰، یک خودروی اسپرت است که توسط شرکت ملکوس تولید شده است. این موتور توسط یک موتور 3 سیلندر 2 زمانه 992 سانتی متری تنظیم شده وسط نصب شده ، شبیه به موتور Wartburg 353، و دارای دربال پرنده ای است. 101 خودرو بین سال های ۱۹۶۹ تا ۱۹۷۹ در کارخانه درسدن ساخته شد.این خودرو که یکی از خودروهای متفاوت صنایع آلمان شرقی است که در سال ۱۹۶۹ به عنوان یک سوپراسپرت معرفی شد.ایده اصلی این سوپرخودرو توسط هاینز ملکوس پرورش یافت، راننده‌ای با سابقه که دوست داشت تا اتومبیل منحصر به فرد خود را داشته باشد.

## اطلاعات تکنیکی
ملکوس آر اس ۱۰۰۰ دارای یک قاب نردبانی سنتی است و دارای طراحی بدنه روی قاب است. این خودرو یک خودروی مسابقه ای است، دارای یک رول بار است که در قاب شیشه جلو و یک رول بار اضافی در پشت صندلی راننده نصب شده است. RS 1000 دارای سیستم تعلیق مستقل در جلو و عقب، فنرهای مارپیچ، تثبیت کننده ها و ترمزهای درام است. گیربکس 5 سرعته دستی است. کلاچ مانند Barkas B 1000 است . یک نسخه ویژه تنظیم شده از موتور دو زمانه 992 سانتی متری 3 AWE353/1 Wartburg با آب خنک استفاده شده است. برخلاف موتور استاندارد وارتبورگ تک کربوهیدرات، دارای سه کاربراتور و همچنین نسبت تراکم بالاتر است. این موتور 51 کیلووات (68 اسب بخار) در 4500 دقیقه -1 تولید می کند و حداکثر گشتاور 118 نیوتن متر (87 پوند فوت) را در 3500 دقیقه -1 می دهد . از فایبرگلاس به عنوان ماده بدنه استفاده شد. حداکثر سرعت 165 کیلومتر در ساعت است.

## بعد از ونده
این خودرو جانشین فوری نداشت. با این حال، در زمان جشن 50 ساله، یک سری محدود از 15 RS 1000 ساخته شده است. اولین خودروی اسپرت این سری در 26 نوامبر 2006 ارائه شد. در سال 2009، تولید جانشین غیرمستقیم، Melkus RS 2000 آغاز شد. تولید در سال 2012 زمانی که ملکوس به عنوان ورشکسته ثبت شد متوقف شد.
یک ملکوس آر اس ۱۰۰۰ در موزیک ویدیوی موفقیت آمیز ATC در سال 2000، " Aound the World (La La La La La) " نمایش داده شده است.

## لینک های خارجی
- Melkus homepage